# 2017年博茨瓦纳地震
2017年博茨瓦纳地震是一次2017年4月3日17时40分18秒左右发生于博茨瓦纳中部区的地震。地震规模为Mw 6.5级，震源深度约为29千米，最大烈度为7度（VII）。本次地震是自有记录以来博茨瓦纳境内发生的规模第二大地震。

## 地震详情
2017年博茨瓦纳地震发生于2017年4月3日17时40分18秒，震中位于博茨瓦纳中部区。地震规模为Mw 6.5级，震源深度约为29千米，最大烈度为7度（VII），DYFI页面算出的烈度也同样为7度（VII）。中国地震台网测定的速报值为Ms 6.9级，后修订为Ms 6.6级。
本次地震被怀疑是一次人工地震事件。据称本次地震的发生是由于在卡拉哈里中部野生动物保护区进行的水力压裂造成的。但这一推测被博茨瓦纳地球科学研究院驳回，称地震是自然引发的，因为本次地震的震源深度深达29千米。

## 影响
有报告称，博茨瓦纳首都哈博罗内的居民感受到了长达约30秒的摇晃，电话一度中断。邻近国家南非、津巴布韦和斯威士兰亦有报告称有震感，预计南部非洲约有2580万人在地震发生时有震感。由于在逃生时发生了踩踏事故，至少有36名学生在本次地震中受伤。受灾区部分土路出现裂缝，小丘陵地带发生滚石滑落现象。部分平层泥土砖石结构民居建筑物墙体开裂，门窗损坏，超市货架的商品滑落。杭济区多辆政府公务用车遭脱落的墙砖砸毁。震区附近的皮奎、朱瓦能等多个矿区没有遭到地震破坏，矿井作业未受到影响。博茨瓦纳政府未呼吁国际社会援助。